# Mahasz Editors’ Choice Top 40
A Mahasz Editors’ Choice Top 40 listája ugyanazon rádiók játszásai alapján áll össze, mint a Rádiós Top 40, de itt az egyes rádiók súlyozás nélkül szerepelnek. Míg a Rádiós Top 40 elsősorban azt mutatja, hogy az adott héten országos szinten melyek a legnépszerűbb dalok, a legtöbb ember által hallott felvételek, az Editors' Choice azokat a dalokat vonultatja föl, amelyeket a legtöbb rádió tűz műsorára, tehát várhatóan a közeljövőben válhatnak közismert slágerré. Az Editors' Choice lista 2006 októbere óta a Radiomonitor szolgáltatásának segítségével készül. 

## Rekordok

### A legtöbb ideig listavezető dalok
27 hét
- VALMAR feat. Szikora Robi – Úristen (2022)

26 hét
- Elton John & Dua Lipa – Cold Heart (2021)

24 hét
- Miley Cyrus – Flowers (2023)

21 hét
- Mark Ronson feat. Bruno Mars – Uptown Funk (2014)

20 hét
- Ava Max – Sweet but Psycho (2018)

19 hét
- Rihanna – Don’t Stop The Music (2007)
- Maroon 5 feat. Christina Aguilera – Moves Like Jagger (2011)

17 hét
- Justin Timberlake – Can't Stop the Feeling! (2016)

16 hét
- Dua Lipa – Dance the Night (2023)

15 hét
- Katy Perry – I Kissed A Girl (2008)
- Ed Sheeran – Shape of You (2017)
- Topic feat. A7S – Breaking Me (2019)
- Joel Corry x MNEK – Head & Heart (2020)

14 hét
- Calvin Harris & Sam Smith – Promises (2018)
- Tones and I – Dance Monkey (2019)
- Dua Lipa – Don’t Start Now (2019)

13 hét
- David Guetta feat. Chris Willis – Love Is Gone (2007)
- Pitbull – I Know You Want Me (Calle Ocho) (2009)
- Lilly Wood & The Prick & Robin Schulz – Prayer in C (2014)
- Camila Cabello feat. Young Thug – Havana (2017)
- Calvin Harris & Dua Lipa – One Kiss (2018)
- Rosé & Bruno Mars – APT. (2024)

### Előadók a legtöbb első helyezést elért dallal
- Madonna – 8 dallal (American Life, Hollywood, Hung Up, Sorry, Jump, 4 Minutes, Give It 2 Me, Give Me All Your Luvin’)
- Calvin Harris – 8 dallal (We Found Love; Summer; Blame; My Way; One Kiss; Promises; Giant; By Your Side)
- David Guetta – 8 dallal (Love Is Gone, When Love Takes Over, Memories, Club Can't Handle Me; Flames; I′m Good (Blue); I Don′t Wanna Wait; Forever Young)
- Rihanna – 7 dallal (Unfaithful, Umbrella, Don't Stop The Music, Love the Way You Lie, Only Girl (In The World), We Found Love, Diamonds)
- The Black Eyed Peas – 6 dallal (Where Is The Love?, Shut Up, Don't Phunk With My Heart, Don't Lie, Mas Que Nada, The Time (Dirty Bit))
- Avicii – 6 dallal (I Could Be The One (Nicktim); Wake Me Up; Hey Brother; Addicted to You; The Days; Waiting for Love)
- Dua Lipa – 6 dallal (One Kiss; Don’t Start Now; Cold Heart; Dance the Night; Houdini; Training Season)
- Lady Gaga – 6 dallal (Poker Face, Bad Romance, Alejandro, Born This Way; Rain on Me; Abracadabra)
- Shakira – 5 dallal (La Tortura, Hips Don't Lie, Beautiful Liar, Waka Waka (This Time for Africa), Loca)
- Pink – 5 dallal (Stupid Girls, Raise Your Glass, Blow Me (One Last Kiss), Try, What About Us)
- Bruno Mars – 5 dallal (Grenade; The Lazy Song; Locked Out of Heaven; Uptown Funk; APT.)
- Flo Rida – 4 dallal (Right Round, Club Can't Handle Me, Wild Ones, Whistle)
- Pitbull – 4 dallal (I Know You Want Me (Calle Ocho); Give Me Everything; Feel This Moment; Timber)
- Justin Timberlake – 4 dallal (What Goes Around... Comes Around; 4 Minutes; Mirrors; Can't Stop The Feeling!)
- Sia – 4 dallal (Wild Ones; Cheap Thrills; The Greatest; Flames)
- Ava Max – 4 dallal (Sweet But Psycho; Kings & Queens; Whatever; Forever Young)
- Ed Sheeran – 4 dallal (Shape of You; Perfect; Bad Habits; Azizam)

### A legtöbb hétig slágerlistás dalok
- 88 hét – Imany - Don’t Be So Shy (2015)
- 79 hét – Duke Dumont - Ocean Drive (2015)
- 78 hét – Jax Jones feat. Ina Wroldsen - Breathe (2017)
- 76 hét – Miley Cyrus - Flowers (2023)
- 74 hét – The Weeknd - Blinding Lights (2019)
- 73 hét – Ed Sheeran - Shape of You (2017)
- 73 hét – CYRIL - Stumblin’ In (2023)
- 70 hét – Ray Dalton - Do It Again (2023)
- 69 hét – Laurent Wolf - No Stress (2008)
- 68 hét – Gabriella Cilmi - Sweet About Me (2008)
- 68 hét – The Black Eyed Peas - I Gotta Feeling (2009)
- 68 hét – Freddie - Csodák (2017)
- 67 hét – Purple Disco Machine x Kungs - Substitution (2023)
- 65 hét – David Guetta & Bebe Rexha - I’m Good (Blue) (2022)
- 64 hét – Amy Macdonald - This Is the Life (2007)
- 64 hét – Sophie and the Giants & Purple Disco Machine - Paradise (2023)
- 63 hét – Soulwave feat. Marsalkó Dávid - Valaki mondta (2023)
- 63 hét – Jason Derulo - Take You Dancing (2020)
- 63 hét – Santana feat. Chad Kroeger - Into the Night (2007)
- 63 hét – Mabel - Don’t Call Me Up (2019)